# Алиев, Вагаб Сафарович
Вагаб Сафарович Алиев (20 июня 1908 года — 1993) — советский хозяйственный, государственный и политический деятель, академик АН Азербайджанской ССР.

## Биография
Родился 20 июня 1908 года в селе Сараи. Член КПСС.
С 1934 года — на хозяйственной, общественной и политической работе. В 1934—1987 гг. — научно-инженерный сотрудник «Азнефтепроекта», научно-инженерный сотрудник предприятий нефтеперерабатывающей пром-сти Азербайджанской ССР, главный инженер завода № 229, главный инженер объединения «Азнефтезаводы», директор Азербайджанского НИИ нефтеперерабатывающей промышленности, директор Института нефтехимических процессов АН АзССР.
За коренное усовершенствование промышленных методов переработки нефти был в составе коллектива удостоен Сталинской премии 3-й степени 1948 года.
Скончался в 1993 году в Баку.